# Mésohyle

La mésohyle est la matrice extracellulaire présente entre le pinacoderme (ectoderme) et le choanoderme (endoderme) des éponges (Porifera). Cette matrice, faiblement minéralisée (elle contient des spicules calcareuses ou siliceuses), est composée majoritairement de collagène, notamment de spongine. Sa consistance est gélatineuse et elle a pour fonction d'assurer le soutien des parois du corps de l'éponge comme le ferait un tissu conjonctif, bien qu'elle ne soit pas considérée à proprement parler comme un tissu biologique. Elle contient également quelques cellules comme les archéocytes, les amibocytes et les sclérocytes.